# Wen Pei-an
Wen Pei-an (* 12. Januar 2004) ist ein taiwanischer Eishockeyspieler der seit 2023 in der zweiten Mannschaft des Rouen Hockey Élite 76 in der drittklassigen französischen Division 2 spielt.

## Karriere
Wen Pei-an spielt seit 2023 in der zweiten Mannschaft des Rouen Hockey Élite 76 in der drittklassigen französischen Division 2, kam aber auch zu einigen Einsätzen für das Juniorenteam in der U20 Elite, der höchsten französischen Nachwuchsspielklasse.

### International
Im Juniorenbereich spielte Wen Pei-an bei den U18-Weltmeisterschaften 2019 und 2022, als er als Topscorer und Torschützenkönig auch zum besten Stürmer des Turniers gewählt wurde, sowie der U20-Weltmeisterschaft 2022 jeweils in der Division III für Taiwan. Nach dem Aufstieg 2022 spielte er bei der U20-Weltmeisterschaft 2023 in der Division II.
Seinen ersten Einsatz für die taiwanischen Herren hatte er bei der Weltmeisterschaft 2023, als erstmals der Aufstieg in die Division II gelang, in der Division III. Bei der Weltmeisterschaft 2024 spielte er in der Division II und wurde zum besten Spieler seiner Mannschaft gewählt.

## Erfolge und Auszeichnungen
- 2019 Aufstieg in die Division III, Gruppe A, bei der U19-Weltmeisterschaft der Division III, Gruppe B
- 2022 Aufstieg in die Division II, Gruppe B, bei der U18-Weltmeisterschaft der Division III, Gruppe A
- 2022 Topscorer, Torschützenkönig und bester Stürmer bei der U18-Weltmeisterschaft der Division III, Gruppe A
- 2022 Aufstieg in die Division II, Gruppe B, bei der U20-Weltmeisterschaft der Division III
- 2023 Aufstieg in die Division II, Gruppe B, bei der Weltmeisterschaft der Division III, Gruppe A